# Аерофотозйомка

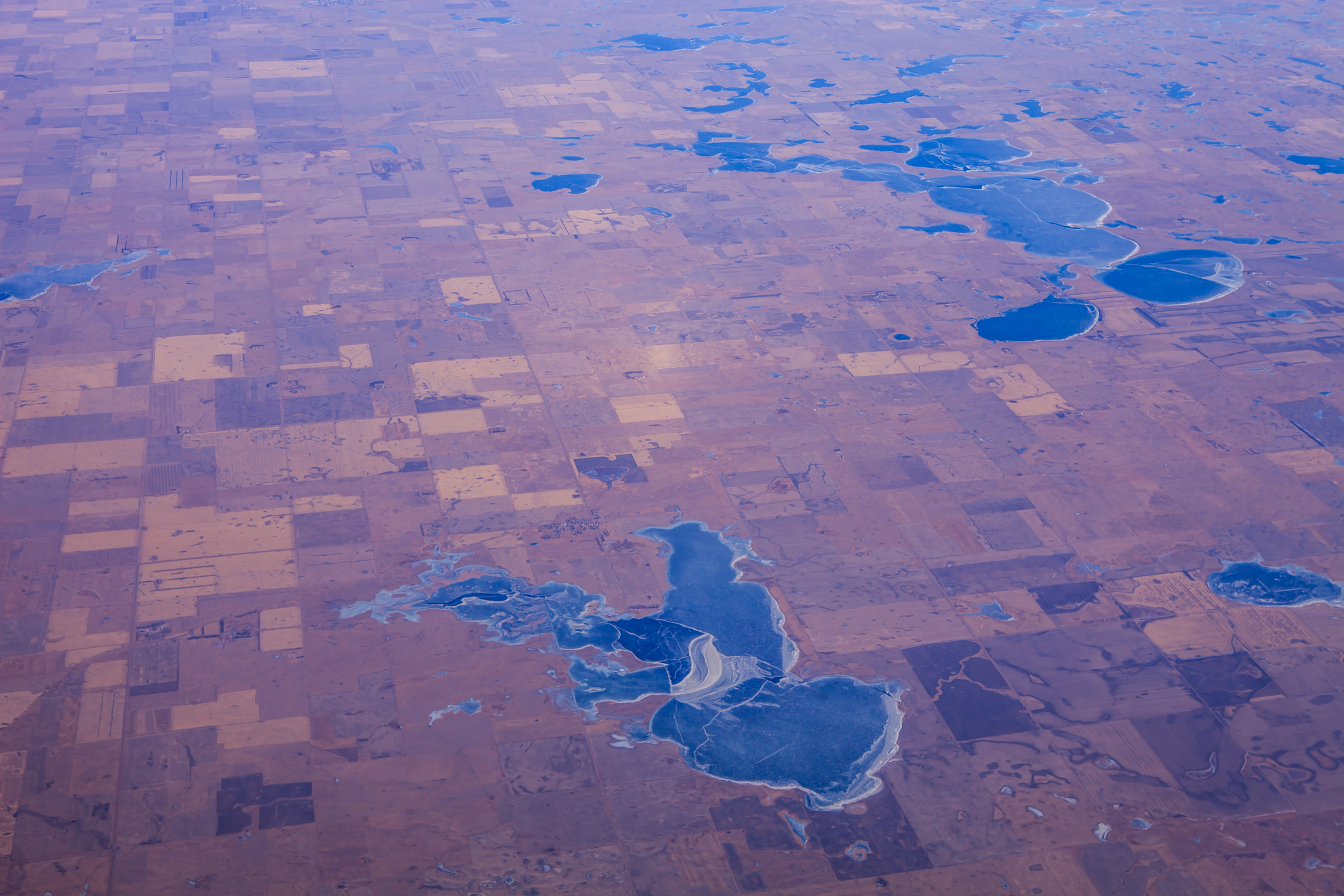

Аерофотозйо́мка, Аерофотозніма́ння — фотографування земної поверхні з літака чи супутника за допомогою спеціальних аерофотокамер. Дистанційний метод вивчення земної поверхні шляхом фотографування в різних областях оптичного спектра з літака чи інших літальних апаратів.

## Види
Розрізняють планове аерофотознімання — при вертикальному розміщенні оптичної осі фотокамери і перспективне аерофотознімання, коли вісь нахилена до горизонту. Розрізняють:
- аерофотозйомку,
- багатозональну сканерну зйомку з цифровим записом (в тому ж діапазоні хвиль, що й фотографічна);
- інфрачервону,
- радіолокаційну,
- аерофототопографічну зйомку.

## Знімальна техніка
В геометричному відношенні аерофотознімок являє собою центральну (чи іншу) проєкцію, центром проєктування якої служить задня вузлова точка об'єктива АФА.
Види аерофотознімків:
- горизонтальний — отриманий при строго прямовисному положенні осі АФА. У випадку плоскої і без нахилу місцевості масштаб горизонтального аерофотознімка на всій його площі постійний;
- плановий — отриманий при проведенні планового аерофотознімання, відхилення оптичної осі АФА від прямовисного положення не перевищує 3°;
- перспективний — отриманий при перспективному аерофотозніманні. Місцевість на перспективному аерофотознімкові зображається без збереження подібності фігур, масштаб в різних його частинах різний; користуватися таким знімком у вимірювальних цілях без застосування фотограмметричних приладів недоцільно;
- кольоровий — місцевість зображається в кольорах, близьких до натуральних;
- спектрозональний — кольоровий аерофотознімок, на якому об'єкти місцевості зображуються не в натуральних, властивих їм кольорах, а в умовних (червоному, зеленому, блакитному тощо); завдяки цьому різні об'єкти чітко розрізняються за своїм забарвленням;
- топографічний — отриманий топографічним АФА.

## Застосування
Аерофотознімання є одним із методів вивчення земної поверхні, який широко застосовується при створенні топографічних карт різних масштабів, а також під час геологічних та геоморфологічних досліджень, при обліку рослинних та водних ресурсів, у транспортному будівництві тощо.
Аерозйомку в геології і гірничій справі застосовують для картографування і пошуків корисних копалин, виявлення структурних елементів поверхні, складання планів відкритих розробок.
Застосовується для складання планів кар'єрів, при підготовці програм рекультивації, геологічному картуванні тощо. Аерофотознімання виконується за допомогою спеціального аерофотоапарата при заданому вертикальному (планова аерозйомка) або похилому (перспективна аерозйомка) положенні оптичної осі. Аерофотозйомка включає льотно-знімальний і фотолабораторний періоди, польові фотограметричні роботи. Для отримання суцільного фотографічного зображения ділянки місцевості, аерофотозйомка виконується за прямолінійними паралельними маршрутами з частковим перекриттям сусідніх аерофотознімків одного маршруту (поздовжнє перекриття) або суміжних маршрутів (поперечне перекриття), що дозволяє визначати просторові координати точок місцевості. Дані аерозйомки в гірничій справі і геології застосовуються для складання планів кар'єрів, підготовки комплексної програми рекультивації, при геологічному картуванні, дослідженнях зони прибережного шельфу тощо.

## Перспективні галузі
Тепер застосовують кольорове та спектральне аерофотознімання з різними світлофільтрами.
Розвивається метод фотозйомки радіопроменем для фотографування крізь хмари, туман і вночі. Особливо важливе аерофотознімання при дослідженнях важкодоступних районів (заболочених та дуже розчленованих).

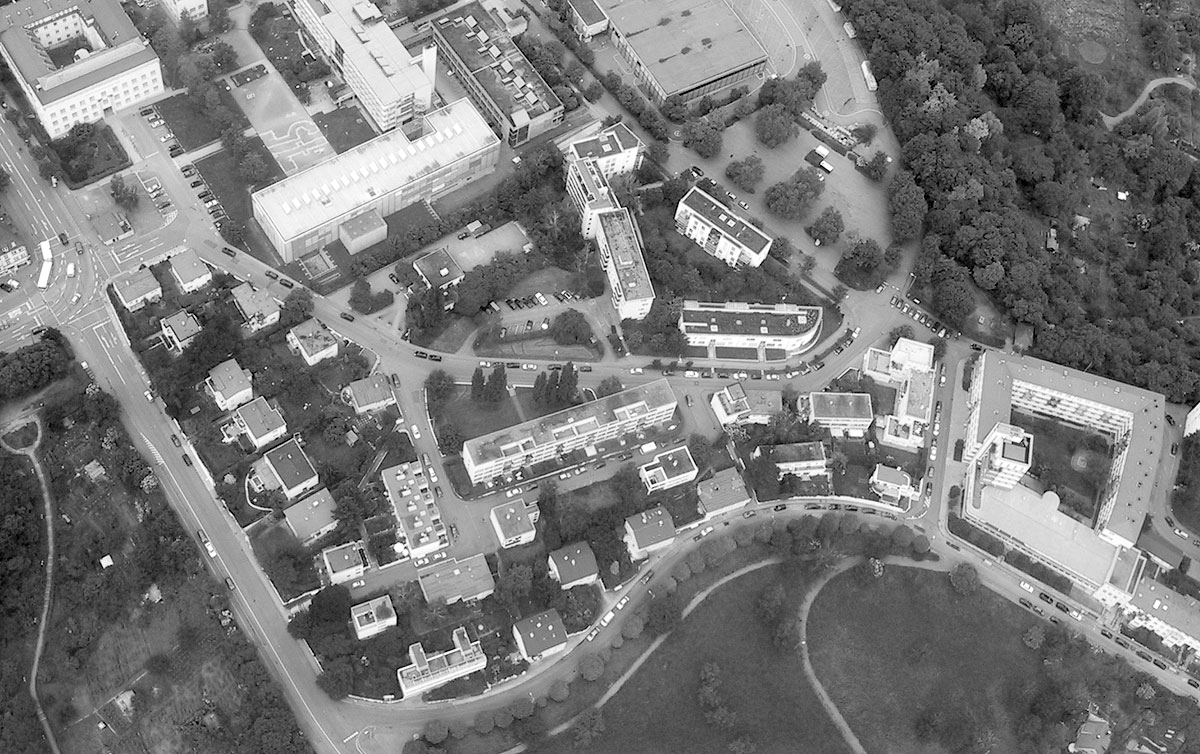
Штутгарт
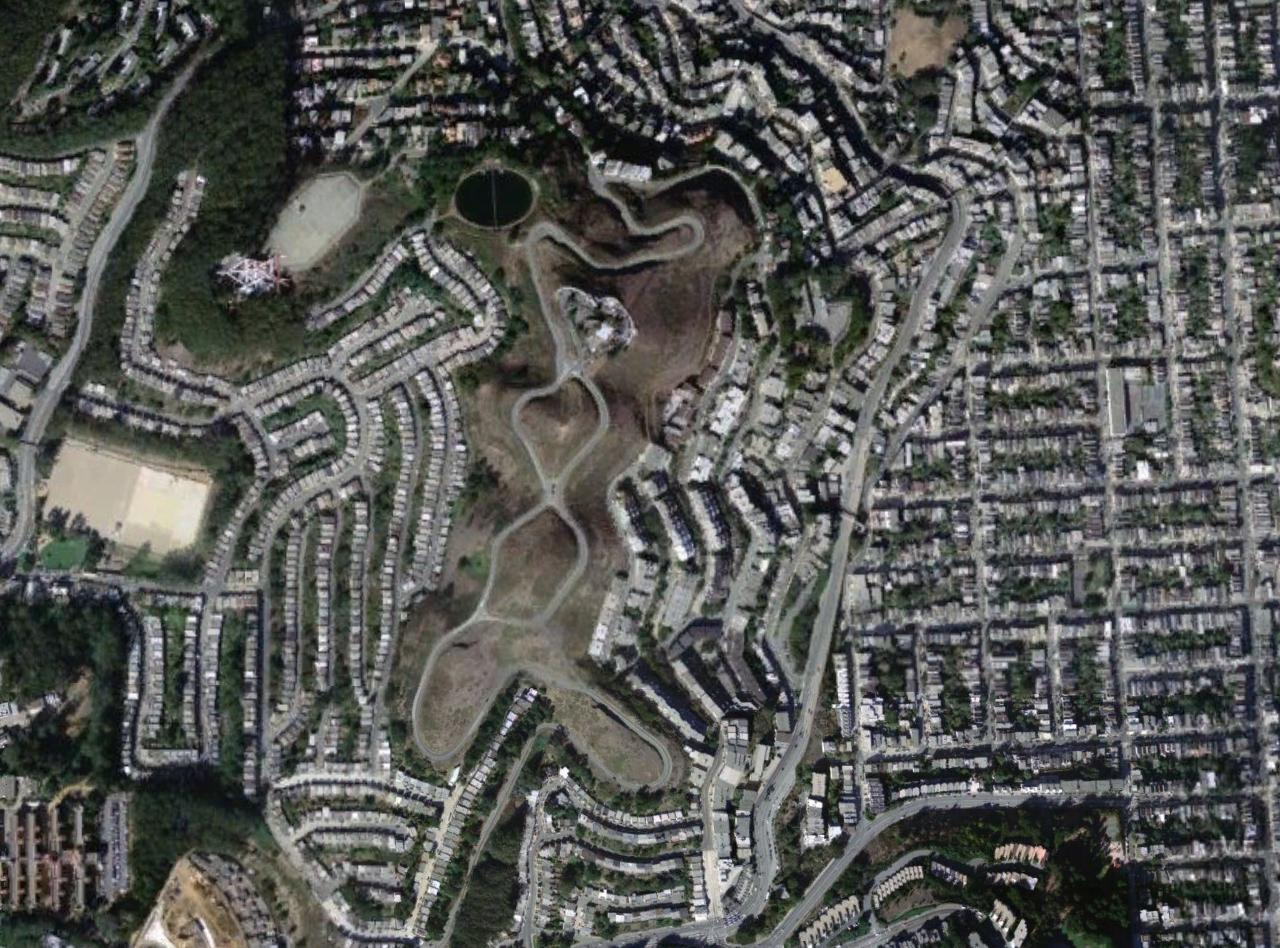
Твін Пікс, Сан-Франциско
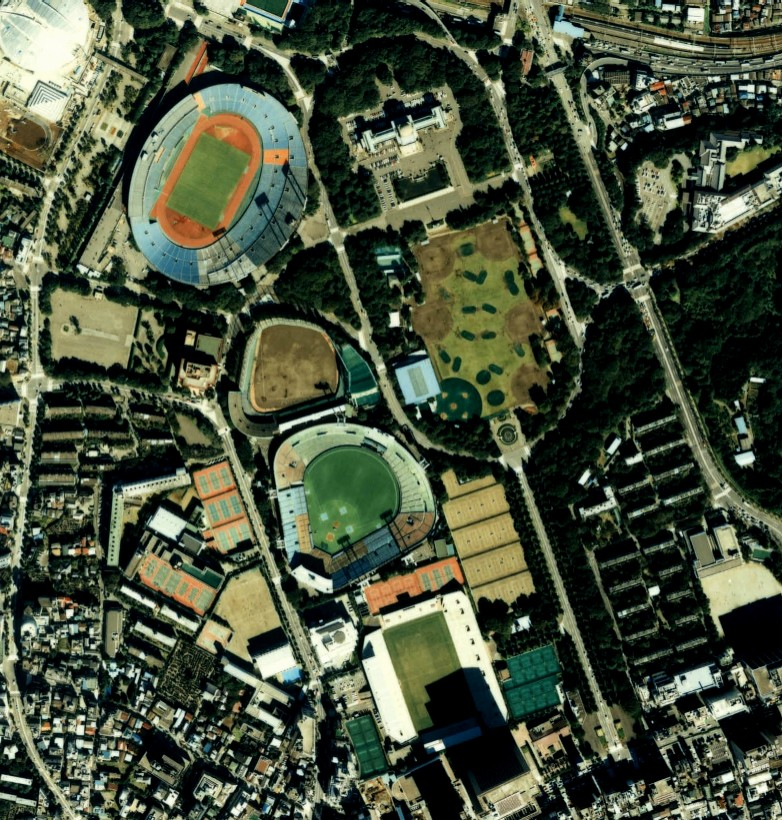
Шібуя, Токіо